# فريتز إيرلر
فريتز إيرلر (بالألمانية: Fritz Erler)‏ (و. 1868 – 1940 م) هو رسام، ومصمم جرافيك، ومصمم مناظر ألماني، توفي في ميونخ، عن عمر يناهز 72 عاماً.

## التعليم
تعلم في أكاديمية جوليان
.

## جوائز
حصل على جوائز منها:

النيشان البافاري الماكسيميلياني للعلوم والفن (1928)